# Jack Laviolette
John Laviolette, detto Jack (Belleville, 17 luglio 1879 – Montréal, 10 gennaio 1960), è stato un hockeista su ghiaccio canadese.

## Biografia
Nel corso della sua carriera ha giocato con Montreal Nationals (1903/04), Michigan Soo Indians (1904-1907), Montreal Shamrocks (1907-1909) e Montreal Canadiens (1909-1918).
Nel 1918 ha interrotto la sua carriera a causa della perdita del un piede destro a seguito di un incidente stradale.
Nel 1963 è stato inserito nella Hockey Hall of Fame.